# Шашков, Серафим Серафимович
Серафим Серафимович Шашков (1841—1882) — российский публицист и этнограф, полиглот, деятель раннего сибирского областничества.

## Биография
Серафим Шашков родился в городе Иркутске 5 (17) ноября 1841 года в семье кяхтинского священника, человека довольно просвещенного, но страдавшего алкоголизмом.
Учился сначала в уездном духовном училище, а затем, с 1854 по 1860 год в Иркутской духовной семинарии. С 1858 г. сотрудничает в местной периодической печати, опубликовал исследование по этнографии бурят. По окончании семинарского курса как один из лучших выпускников Шашков был послан за казённый счет в Казанскую духовную академию, где его наставниками были Д. Ф. Гусев, Г. З. Елисеев и А. П. Щапов, однако в следующем году был вместе с А. Х. Христофоровым отчислен из неё за проведение панихиды по жертвам Бездненских волнений в 1861 году и отправился в столицу чтобы слушать лекции в Петербургском университете.
В Петербурге Шашков становится вольнослушателем восточного факультета и членом «сибирского кружка» Г. Н. Потанина и Н. М. Ядринцева. В 1862—1864 гг. в Петербурге опубликованы не менее 20 его работ, в том числе посвященных Сибири. Работы Потанина, Ядринцева и Шашкова совокупно составили программу раннего сибирского областничества.
В 1863 году Шашков возвратился в Сибирь. Побывав в Иркутске и Кяхте, он поселился в Красноярске. Здесь он основал частную школу, которая вскоре, однако, была закрыта, и преподавал историю в местной гимназии. Участвует в координации сил областников, ведёт активную переписку с Потаниным, Ядринцевым, В. И. Вагиным и М. В. Загоскиным. В феврале 1865 г. Шашков по приглашению Потанина посетил Томск, где читал публичные лекции по истории Сибири. В них он рассматривал Сибирь как колонизируемую окраину, для которой характерны крепостнические порядки и неравный товарный обмен в экономике, а также бюрократический произвол.
Затем из-за смерти отца он отправился в Кяхту, однако в связи с «делом о сибирском сепаратизме» он был арестован в Красноярске и доставлен в Омск. В ходе следствия он не сотрудничал со следствием, поскольку считал себя невиновным, так как его лекции были основаны на статье 1862 г., которая прошла тогда предварительную цензуру, а сами они были одобрены Красноярским и Томским губернаторами.
Однако он был признан виновным и в 1868—1873 гг. отбывал ссылку в городе Шенкурске Архангельской губернии одновременно с А. Х. Христофоровым, А. И. Строниным, М. А. Натансоном, а позднее также и Ядринцевым. В неволе он надломил своё здоровье, но смог жениться, изучить три новых языка и перевести на русский несколько сочинений Лассаля, одновременно изучая историю религии и юриспруденцию. По состоянию здоровья ему позволяют переселиться сперва в г. Бобров Воронежской губернии, затем непосредственно в Воронеж с сохранением полицейского надзора, который был снят в июне 1874 г. Поскольку проживание в «столицах» ему было запрещено, он поселился в Новгороде, где и оставался до самой смерти.
С начала 1860-х годов Шашков посвящал себя почти исключительно литературной, главным образом, журналистской деятельности. Помимо сочинений, изданных им отдельно, он много публиковался в журнале «Дело» (в этом издании было помещено наибольшее количество статей Шашкова), затем в «Слове», «Отечественных Записках», «Живописном Обозрении», «Искре», «Неделе», «Современном Слове», «Устоях», «Веке» и других периодических печатных русскоязычных изданиях. За период следствия и ссылки он несколько разочаровался в сибирской тематике (хотя и не оставил её целиком) и переключился на европейские веяния, со временем сконцентрировав внимание на истории гендерных отношений. Главной его мыслью было убеждение, что борьба женщин за своё освобождение началась не в сер. XIX века, а шла на протяжении всей истории человечества. Был также автором из первых биографий А. П. Щапова, своего учителя.
Несколько лет, проведенных в ссылке, сильно надломили здоровье Шашкова (у него парализовало ноги), но он до самой смерти он не переставал усердно работать, даже в последние два года жизни, проведённые им в постели. Серафим Шашков умер в городе Новгороде 28 августа (9 сентября) 1882 года. Похоронен на Рождественском кладбище.
Согласно РБС, "все работы Шашкова проникнуты горячей верой в прогресс, нравственной чистотой, надеждой на возможность осуществления в жизни светлых идеалов, и в них ярко отражается личность их автора, — глубоко правдивого и честного человека, с твердыми убеждениями, со светлыми взглядами, с глубоким сознанием святости своего общественного служения, готового отдать жизнь за то, что он считал истиной и добром. «Все время я» — говорит о себе Шашков в одном посмертном письме — «служил делу правды и свободы».

## Избранная библиография
Литературная деятельность Шашкова началась рядом статей по сибирской этнографии и истории, как-то: «Буряты Иркутской губернии, их нравы, обычаи, верования, легенды и песни» («Иркутские Губернские Ведомости» 1858 г., № 11, 12 и 18), «Амурский вопрос в 1861 году» («Век» 1862 г., № 1—6), «Очерки Сибири в истерическом и экономическом отношении» («Библиотека для Чтения» 1862 г., книги 10 и 12), «Российско-американская компания» («Очерки» 1863 г., № 58—61), «Сибирские инородцы» («Народное Богатство» 1863 г., № 203, 205, 208, 212, 213, 216 и 219), «Шаманство в Сибири» («Записки Императорского Русского Географического Общества» 1864 г., кн. II), «Материалы для истории Северо-Восточной Сибири в XVIII веке» («Чтения в Обществе Истории и Древностей» 1864 г., кн. III) и другие. Все эти исследования отличаются обстоятельностью и популярностью изложения и гуманным освещением общественных вопросов, благодаря чему занимают видное место в русской литературе о Сибири.
За этими трудами Шашкова следовал длинный ряд литературных работ самого разнообразного характера. Из трудов Шашкова по истории культуры и разным общественным вопросам следует отметить: «Движения русской общественной мысли в начале XIX века» («Дело» 1871 г., книги 1—4), «Общественно-психологические этюды» («Дело» 1872 г., кн. 5), «Недуги русского общества XVIII века» («Дело» 1873 г., кн. 12), «Очерки первобытной жизни и мысли» («Дело» 1877 г., кн. 1, 2 и 7), «Вырождение востока, очерки общественной патологии» («Дело» 1878 г., кн. 1—4), «Падение Рима и Византии, очерки общественной патологии» («Дело» 1878 г., кн. 5—7), «Прошедшее сельской общины» («Дело» 1878 г., кн. 9 и 10), «Развитие первобытной культуры» («Дело» 1879 г., кн. 9—12), «Комиссия Уложения и крестьянское дело при Екатерине II-й» («Дело» 1880 г., кн. 1—2 и 4), «Идеалы славянства» («Дело» 1880 г., кн. 11), «Русский рабочий» («Дело» 1881 г., кн. 5 и 6), «Крестьяне в Германии и немецкой Швейцарии» («Наблюдатель» 1882 г.; кн. 10—12).
Из работ Шашкова по истории русской и всемирной литературы наиболее заметны статьи: «Вольтер: его романы и повести» («Дело» 1870 г., кн. 12), «Пушкин и Лермонтов» («Дело» 1873 г., кн. 7 и 8), «В. А. Жуковский» («Дело» 1874 г., кн. 1), «Эпоха Белинского» («Дело» 1877 г., кн. 1, 3—5, 7 и 8), «Н. А. Некрасов» («Дело» 1878 г., кн. 1), «А. В. Кольцов и новый рассказ об его поведении» («Дело» 1878 г., кн. 9), «Народная поэзия и допетровская письменность» («Дело» 1879 г., кн. 11), «Франсуа-Мари Вольтер» («Дело» 1879 г., кн. 11—12), «Шевченко и Сырокомля» («Дело» 1880 г., кн. 3).
Значительное количество работ Шашкова посвящено женскому вопросу; кроме изданных им отдельно известных сочинений: «Исторические судьбы женщины, детоубийство и проституция» (С.-Петербург, 1871 г., 2-е изд. С.-Петербург, 1875 г.) и «Очерк истории русской женщины», с прибавлением статьи: «Русская проституция» (С.-Петербург, 1871 г., 2-е изд. С.-Петербург, 1879 г.), ему принадлежат статьи: «Главные эпохи в истории русской женщины» («Дело» 1871 г., кн. 1—4), «Новости женского дела» («Дело» 1871 г., кн. 11), «Женское дело в Америке» («Дело» 1872 г., кн. 1) и другие. Кроме двух указанных сочинений Шашкова по женскому вопросу, он издал отдельно «Исторические этюды» (два тома, С.-Петербург, 1872 г.) и «Исторические очерки» (С.-Петербург, 1875 г.). «Собрание сочинений С. С. Шашкова» издано, в двух томах, О. Н. Поповой в Петербурге в 1898 году.